# Brígida d'Irlanda
Per a la santa sueca del mateix nom, vegeu: Santa Brígida de Suècia

Brígida de Kildare o Brígida d'Irlanda (Brigit, Bridget, Bridgit, Bríd o Bride) (ca. 451–525) va ser una religiosa irlandesa, monja, abadessa i fundadora de diversos convents. Venerada com a santa, és un dels sants patrons d'Irlanda, amb els sants Patrici i Columba d'Iona.

## Biografia
En la seva vida es barregen dades reals amb altres de llegendàries i provinents de la tradició oral. Una de les fonts principals és la Vita Brigitae de Cogitós, escrita cap al 650.
Segons la tradició, Brígida nasqué a Faughart prop de Dundalk (comtat de Louth, Irlanda). Era filla d'un cabdill pagà de Leinster, Dubhthach, i de Brocca, una cristiana picta, esclava que havia estat batejada per Sant Patrici. Altres relats diuen que la mare de Brígida era natural de Lusitània i que havia estat raptada per pirates irlandesos i portada a l'illa a treballar-hi com a esclava. El nom que se l'imposà era el d'una deessa cèltica de la salut, la inspiració i el coneixement.
Criada com a cristiana o convertida de jove, ben aviat es va sentir atreta per la predicació de Sant Patrici i va determinar, malgrat l'oposició del seu pare, de seguir la vida religiosa. Molt devota i caritativa, ajudava constantment els necessitats, donant-los els béns de la família, la qual cosa disgustava el seu pare. Finalment, va ser enviada a un convent on va viure com a monja.
Va prendre l'hàbit a Saint Mel. Es creu que va fundar diversos convents: Clara (Offaly), seguit d'altres i, sobretot, Kildare. Cap a l'any 470, va fundar a Kildare una abadia doble, per a monjos i monges, a la plana de Cill-Dara ("església del roure"), essent la seva cel·la sota un gran roure. Trià com a regla les directrius escrites per sant Cesari d'Arle. Com a abadessa del nou monestir, va tenir un considerable poder, ja que el monestir aviat esdevingué un dels més prestigiosos d'Irlanda. Va fer-se famosa per la santedat de la seva vida i per la seva saviesa i seny.
Va morir a Kildare cap al 525 i fou soterrada davant l'altar major de l'església abacial.

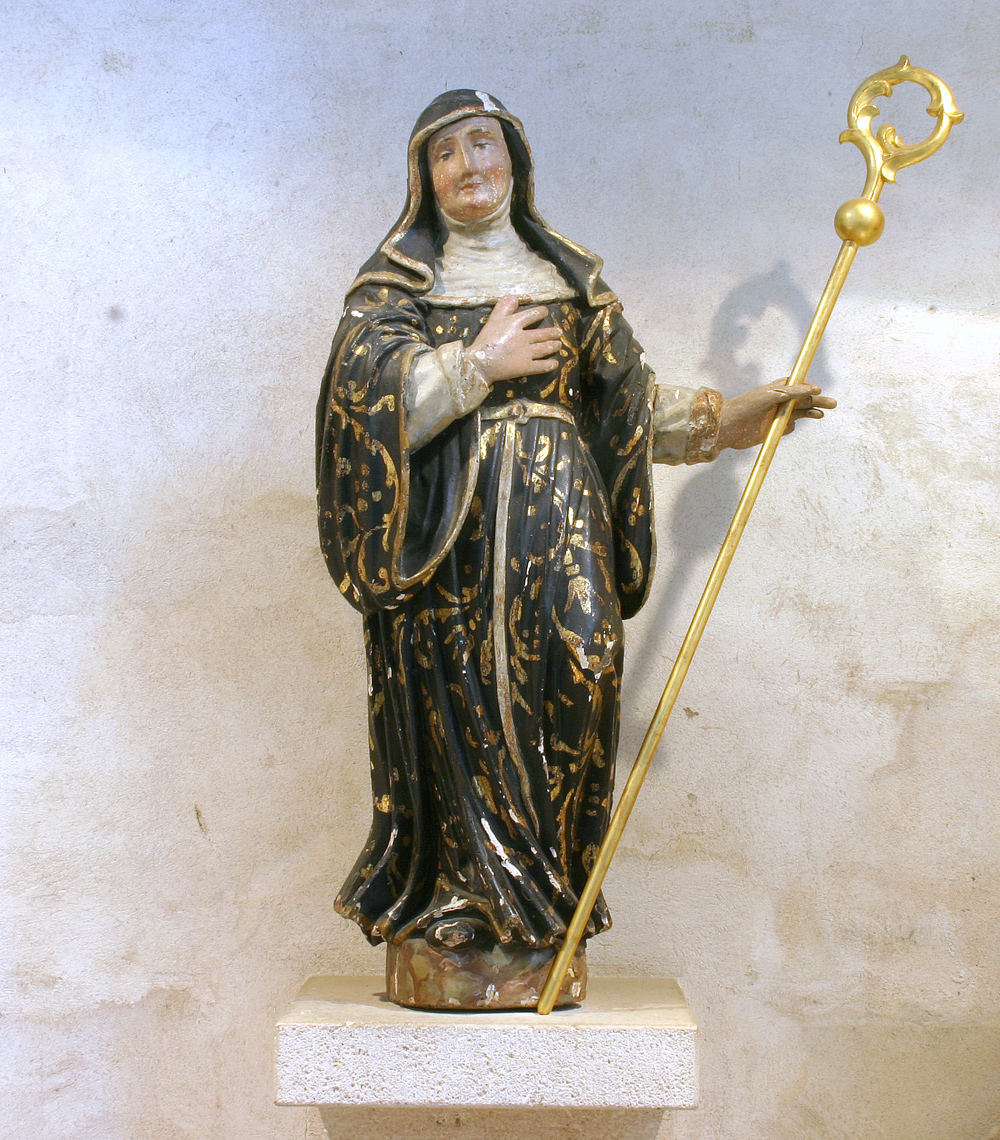
Talla a S. Martin (Colònia)
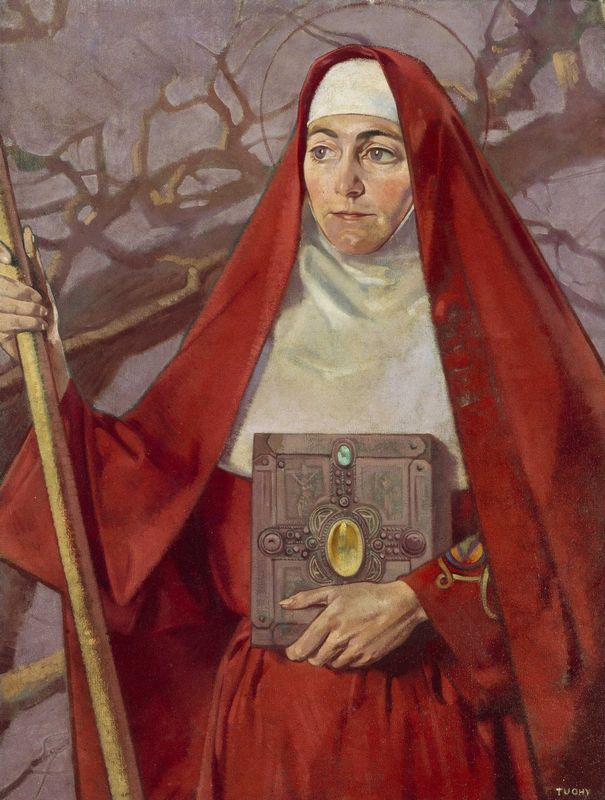
Pintura de Patrick Joseph Tuohy, ca. 1920
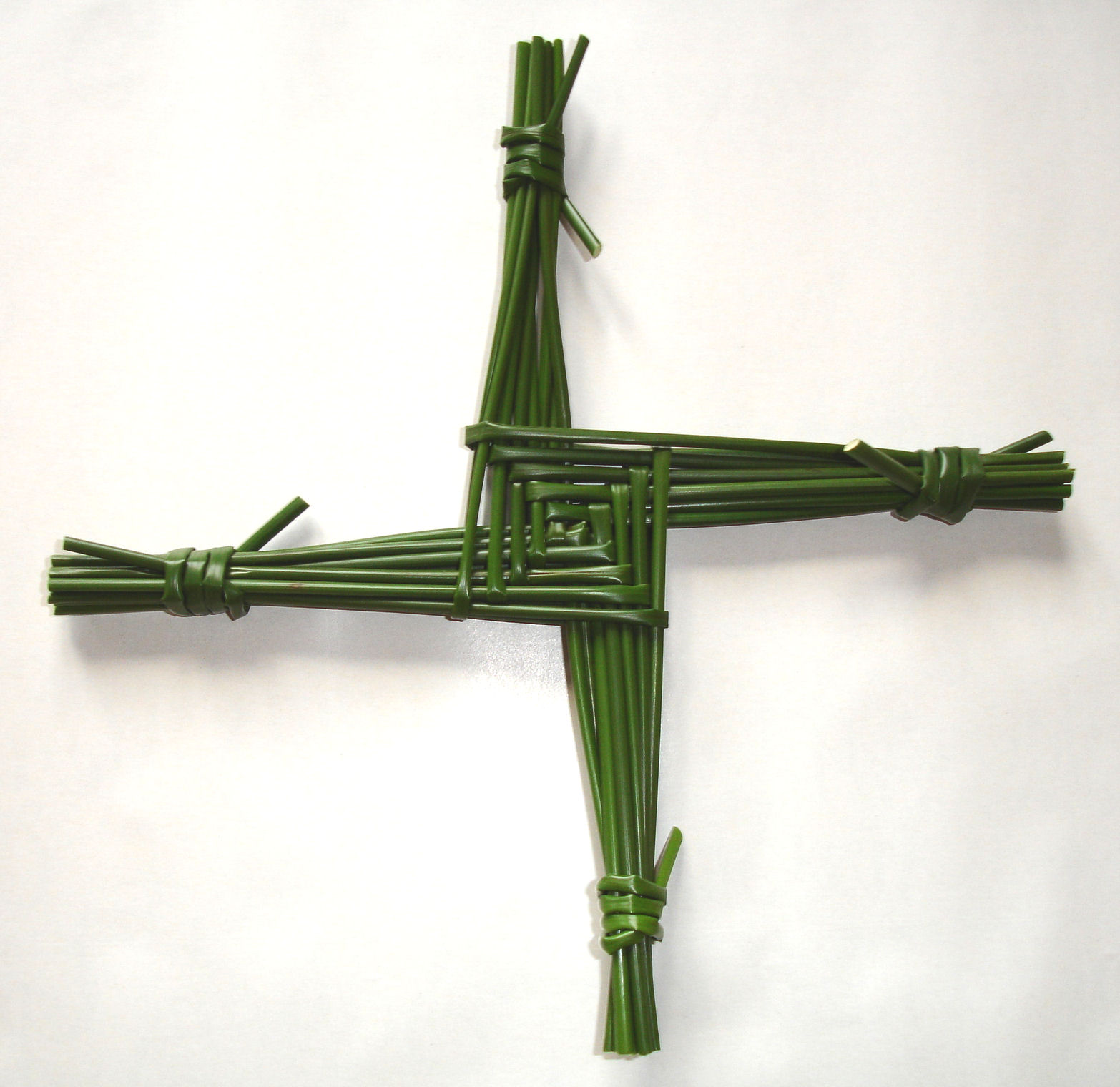
Creu de Brígida

## Veneració
Les seves restes van ser traslladades a Downpatrick, on van reposar juntament amb les dels altres patrons irlandesos, Sant Patrici i Columba de Iona. Les relíquies dels tres, perdudes, es trobaren el 1185 i van tornar a ser enterrades en 1186 a la Catedral de Down. El seu crani va ser portat per tres nobles irlandesos a l'església de São João Baptista de Lumiar (Lisboa, Portugal), on és encara.
Té molta devoció a Irlanda, on és coneguda com a Maria dels Gaèlics. El seu culte va ser difós a Europa pels monjos irlandesos durant els segles VI-X. La festa, l'1 de febrer, coincideix amb la Candelera, festivitat de la Purificació de la Mare de Déu, considerada a Irlanda com el començament de la primavera.

## Llegendes
Brígida era molt caritativa i donava tot als necessitats, sense parar esment en el que era. Va arribar a donar a un pobre l'espasa del seu pare, incrustada amb pedres precioses, fet pel qual Dubhthach va adonar-se que el millor era permetre que es fes monja i continués la seva caritat al convent.
Una llegenda diu que el bisbe que va beneir la consagració de Brígida com a abadessa era ja molt gran i, sense adonar-se'n, va llegir per error el ritu de consagració d'un bisbe. Com que un cop fet no podia tornar enrere, Brígida i les abadesses successives de Kildare tenien una autoritat igual a la dels bisbes, fins al sínode de Kells de 1152.

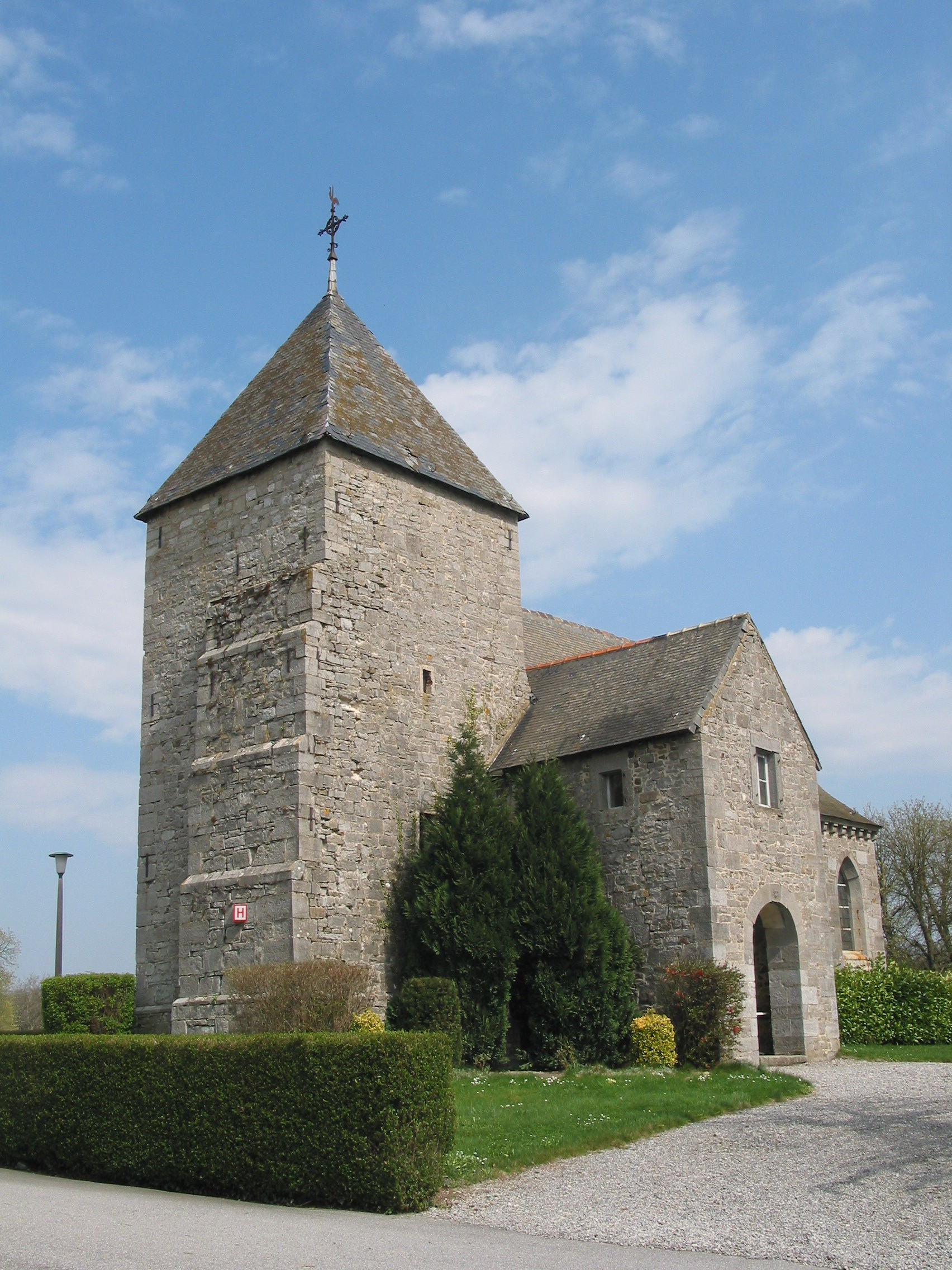
Capella de Sainte-Brigide a Fosses-la-Ville (Bèlgica)
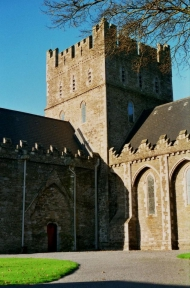
Catedral de Kildare, antiga abadia de Santa Brígida
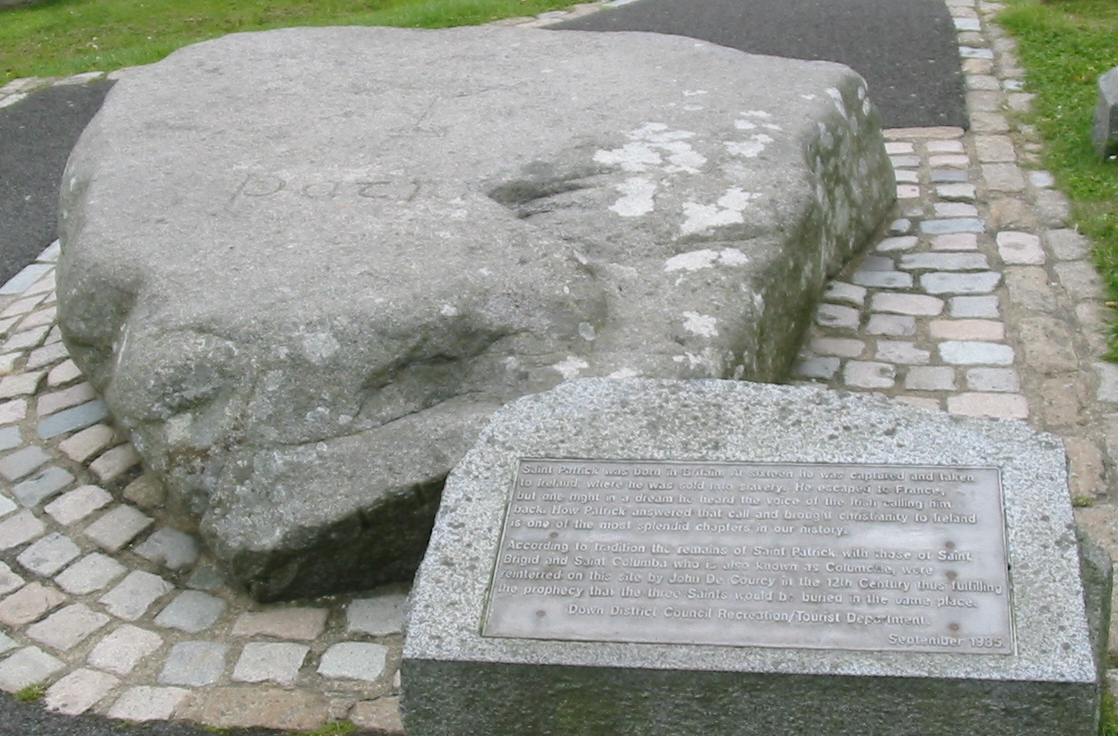
Tomba dels sants Patrici, Columba i Brígida, a la Catedral de Down
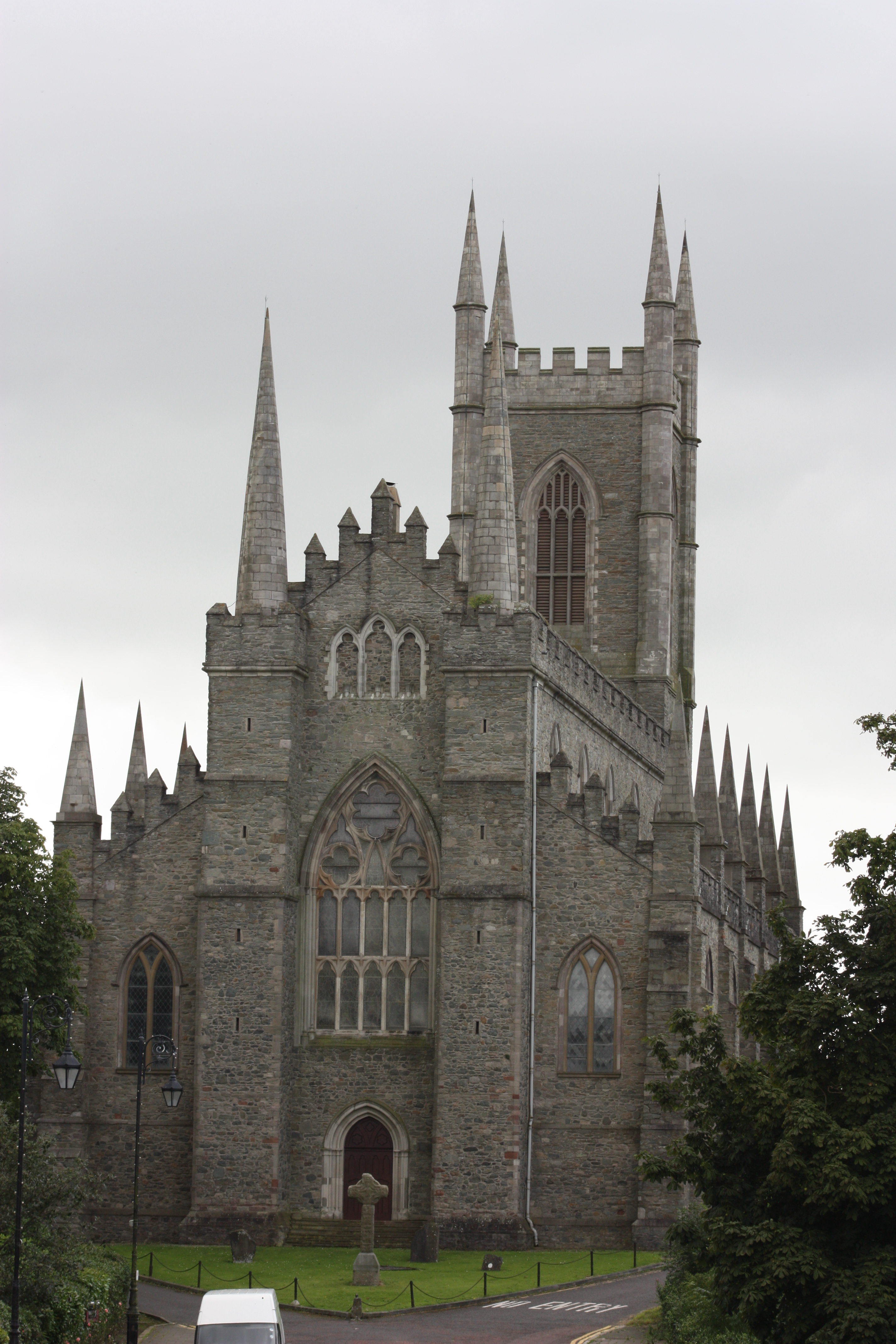
Catedral de Down

### Creu de Santa Brígida
Brígida va fer una creu amb joncs que va trobar al costat d'un home agonitzant, per tal d'assistir-lo en els últims moments i convertir-lo. Avui, és costum a moltes llars irlandeses col·locar una creu de Santa Brígida, feta amb herbes o tiges de plantes, al sostre de la casa, canviant-la cada 1 de febrer i cremant la creu vella a la llar de foc. Així, es diu, la casa està protegida dels incendis.